# Кінний спорт на літніх Олімпійських іграх 2012 — командна виїздка
Змагання з командної виїздки на літніх Олімпійських іграх 2012 відбулися у Гринвіцькому парку в період з 2 серпня по 7 серпня.
Золоту медаль здобула збірна Великої Британії, до складу якої увійшли Шарлотт Дюжарден на  Valegro, Лаура Бехтольсгаймер на Mistral Hojris, а також Карл Гестер та Uthopia. Другу сходинку посіли німці (Дороті Шнайдер / Diva Royal, Крістіна Шпреє / Desperados, Гелен Лангеганенберг / Damon Hill), третіми були нідерландські спортсмени (Анкі ван Грунсвен / Salinero, Едвард Гал / Undercover, Аделінде Корнеліссен / Parzival). 

## Формат змагань
Кожна з команд складається з трьох вершників, які одночасно конкурують і за індивідуальні комплекти нагород. Країна, яка не має достатньої кількості спортсменів для формування команди, може виставляти своїх представників лише у індивідуальних змаганнях.
Усі вершники змагаються у Гран-прі, що є першим етапом одночасно і для командного, і для особистого заліку. Найкращі сім команд потрапляють до спеціального Гран-прі, яке відзначається більш суворою перевіркою. Переможець командної виїздки визначається шляхом об'єднання балів за підсумками обох етапів. Країна, у якої їх виявиться найбільше, стає Олімпійським чемпіоном.
Спортсмени, які завершили Гран-прі (перший відбірний раунд у особистому заліку), можуть пройти до спеціального Гран-прі, якщо їх команда потрапила до числа скеми найкращих (загалом 21 вершник). Додатково туди можуть потрапити 11 найкращих вершників серед тих, що лишилися. 18 найкращих за підсумками спеціального Гран-прі здобувають право на участь у третьому змагальному етапі (фристайлі), де кожен з учасників розробляє свою власну програму для демонстрації, яка має бути покладена на музику та містити кілька обов'язкових рухів. Вершники можуть адаптувати програму в залежності від сили своїх коней та включати до неї складніші рухи, ніж ті, що виконувалися на попередніх етапах (наприклад, такі, як пірует у піаффе), з метою підвищення оцінки. Індивідуальні нагороди присвоюються на основі оцінки у фристайлі.

## Розклад змагань
Час початку змагань вказано за літнім київським часом (UTC+3)
| Дата                    | Час   | Раунд               |
| ----------------------- | ----- | ------------------- |
| Четвер, 2 серпня 2012   | 13:00 | Гран-прі (день 1)   |
| П'ятниця, 3 серпня 2012 | 13:00 | Гран-прі (день 2)   |
| Вівторок, 7 серпня 2012 | 12:00 | Спеціальне гран-прі |

## Результати
| Місце | Вершники                                                                    | Коні                             | Бали ГП              | Бали ГП       | Бали СГП             | Бали СГП           | Загалом            |
| Місце | Вершники                                                                    | Коні                             | Особисті бали        | Командні бали | Особисті бали        | Командні бали      | Загалом            |
| ----- | --------------------------------------------------------------------------- | -------------------------------- | -------------------- | ------------- | -------------------- | ------------------ | ------------------ |
| 1     | Велика Британія - Карл Гестер - Лаура Бехтольсгаймер - Шарлотт Дюжарден     | Uthopia Mistral Hojris Valegro   | 77.720 76.839 83.663 | 79.407        | 80.571 77.794 83.286 | 80.550             | 79.979             |
| 2     | Німеччина - Дороті Шнайдер - Крістіна Шпреє - Гелен Лангеганенберг          | Diva Royal Desperados Damon Hill | 76.277 79.119 81.140 | 78.845        | 77.571 76.254 78.937 | 77.587             | 78.216             |
| 3     | Нідерланди - Анкі ван Грунсвен - Едвард Гал - Аделінде Корнеліссен          | Salinero Undercover Parzival     | 73.343 75.395 81.687 | 76.809        | 74.794 75.556 81.968 | 77.439             | 77.124             |
| 4     | Данія - Анне Єнсен-ван Ольст - Анна Каспржак - Наталі цу Зайн-Віттґенштейн  | Clearwater Donnperignon Digby    | 71.322 75.289 74.924 | 73.845        | 72.016 73.794 75.730 | 73.847             | 73.846             |
| 5     | Швеція - Мінна Тельде - Тіна Вільгельмсон Сільфвен - Патрік Кіттель         | Santana Don Auriello Scandic     | 67.477 74.271 74.073 | 71.940        | 72.270 74.063 74.079 | 73.471             | 72.706             |
| 6     | США - Ян Ебелінг - Тіна Конйон - Стеффен Петерс                             | Rafalca Calecto V Ravel          | 70.243 70.456 77.705 | 72.801        | 69.302 70.651 76.254 | 72.069             | 72.435             |
| 7     | Іспанія - Хосе Даніель Мартін - Морган Барбанкон - Хуан Мануель Муньос Діас | Grandioso Painted Black Fuego    | 69.043 72.751 75.608 | 72.467        | 69.286 71.556 75.476 | 72.106             | 72.287             |
| 8     | Польща - Міхал Рапцевич - Беата Стремлер - Катаржина Мільчарек              | Randon Martini Ekwador           | 66.915 69.422 69.271 | 68.536        | Не кваліфікувалися   | Не кваліфікувалися | Не кваліфікувалися |
| 9     | Австралія - Крісті Оатлі - Ліндел Оатлі - Мері Ганна                        | Clive Sandro Boy Sancette        | 68.222 69.377 67.964 | 68.521        | Не кваліфікувалися   | Не кваліфікувалися | Не кваліфікувалися |
| -     | Канада - Жаклін Брукс - Девід Маркус - Ешлі Хольцер                         | D’Niro Capital Breaking Dawn     | 68.526 EL 71.809     | EL            | Не кваліфікувалися   | Не кваліфікувалися | Не кваліфікувалися |